# Мельник Юрій Іванович
Юрій Іванович Мельник (нар. 10 червня 1947, Київ — пом. 2 вересня 1993, Київ) — український математик, доктор фізико-математичних наук (з 1990 року).

## Життєпис
У 1970 році закінчив Київський університет. Протягом 1970–1972 років працював інженером на заводі «Арсенал» у Києві. З 1976 по 1993 рік був науковим співробітником Інституту математики АН України, де у 1991–1993 роках обіймав посаду провідного наукового співробітника.

## Науковець
Сфера його наукових інтересів охоплювала теорію функцій дійсної та комплексної змінної.
До його наукового внеску належить розробка нового методу ефективного конструювання цілих функцій із заданими тонкими асимптотичними властивостями. Досліджував ряди експонент для функцій, регулярних у відкритих многокутниках, за певних граничних умов. Побудував розклади деяких функціональних класів у суми періодичних функцій зі збереженням класу. Розвинув теорію наближення таких функцій експоненційними поліномами. Також для низки важливих функціональних класів ним були встановлені оцінки колмогоровських поперечників, що є точними за порядком.

## Основні праці
1. О представлении регулярных функций рядами Дирихле в замкнутом круге // Матем. сб. 1975. Т. 97, вып. 6;
2. О конструктивном построении рядов Дирихле регулярных функций // Матем. заметки. 1980. Т. 27, вып. 3;
3. О представлении регулярных функций в виде суммы периодических // Там само. 1984. Т. 36, вып. 6;
4. Прямые теоремы приближения регулярных в выпуклых многоугольниках функций экспоненциальными полиномами в интегральной метрике // УМЖ. 1988. Т. 40, № 5;
5. О приближении функций, регулярных в выпуклых многоугольниках, экспоненциальными полиномами специального вида // Там само. 1992. Т. 44, № 3;
6. О расходимости рядов экспонент, представляющих регулярные в выпуклых многоугольниках функции // Там само. 1994. Т. 46, № 4;
7. О скорости сходимости двойных рядов экспонент, представляющих регулярные функции в произведениях выпуклых многоугольников // Там само. № 9.